# ハングルの書体

## 変遷の歴史

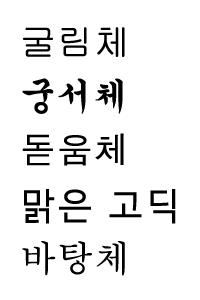
クリム体
宮書体
トドゥム体
マルグン・ゴシック
パタン体

訓民正音が作られて以降、ハングルの書体は木版印刷で使われていた古語体から徐々に実用的な形へ変化した。しかし約400余年間にわたるハングルの書体の変遷を今日文献で調べるとそのような明らかな変化がなかったように見える。これは文字を使える人が両班階層に制限されていて、また筆で文字を書いたからである。

## ハングルの書体

板本体

ハングルの書体（ハングルのしょたい）には次のようなものがある。
板本体（판본체）
『訓民正音』の版木に使われたのでこの名がある。正音体（정음체）ともいう。最も古い書体で、全体的に四角く、漢字の隷書体と似ている。
宮書体（궁서체 、Gungsuh）
主に宮中の女性が使ったのでこの名がある。宮体（궁체）ともいう。毛筆で書いた柔らかい線が特徴。正体（정체）、半フリム体（반흘림체）、フリム体（흘림체）があり、それぞれ、漢字の楷書、行書、草書に相当する。「フリム」は「流す」という意味。
パタン体（바탕체、Batang）
明朝体。「パタン」は「基礎」という意味。
トドゥム体（돋움체、Dotum）
角ゴシック体。「トドゥム」は「目立つように上げる」という意味。
クリム体（굴림체、Gulim）
丸ゴシック体。「クリム」は「丸く削る」という意味。1995年にマイクロソフトが日本のナールという書体の原図をそのまま借用してクリム体と命名しMicrosoft Windowsの基本書体としたことから一般に普及した。
マルグン・ゴシック（맑은 고딕、Malgun Gothic）
Microsoft Windows Vistaの標準書体として開発された書体。「マルグン」は「澄んだ」という意味。当初漢字が収録されていなかったが、Windows 10のプレビュー版に収録されているVer6.50からは漢字も収録されている。
AppleMyungjo
Mac OS X 10.3 (Panther) からバンドルされている明朝体。
AppleGothic
Mac OS X 10.4 (Tiger) からバンドルされているゴシック体。
GungSeo
Mac OS X 10.4 (Tiger) からバンドルされている毛筆体。
Nanum Gothic / Nanum Myeongjo
OS X 10.7 (Lion) からバンドルされているゴシック体/明朝体。

『韓国書体用語辞典（한국글꼴용어사전）』（2004年）によれば、明朝体とゴシック体という名前は日本式であるから朝鮮語に変えようという主張により名前をパタン体とトドゥム体に定めた。